# Guillermo López (Fußballspieler, 1988)
Guillermo López, vollständiger Name Guillermo Federico López Figueira, (* 6. Mai 1988 in Montevideo) ist ein uruguayischer Fußballspieler.

## Karriere
Der 1,81 Meter große Mittelfeldakteur López gehörte zu Beginn seiner Karriere von der Apertura 2006 bis in die Clausura 2009 dem Profikader des Club Atlético Rentistas an. In der Saison 2011/12 folgte ein Engagement beim Cerro Largo FC, bei dem er jedoch nicht in der Primera División zum Einsatz kam. Im Oktober 2012 wechselte er zum Club Sportivo Cerrito. Von dort wechselte er im September 2013 zum Erstligisten El Tanque Sisley. In der Saison 2013/14 bestritt er für seinen Arbeitgeber sieben Erstligabegegnungen und schoss ein Tor. Anfang September 2014 schloss er sich erneut dem Zweitligisten Cerrito an. In der Saison 2014/15 wurde er zwölfmal in der Segunda División eingesetzt und erzielte drei Tore. Weitere Einsätze oder Kaderzugehörigkeiten sind seither bislang (Stand: 13. August 2016) nicht zu verzeichnen.